# 早稲田小劇場
早稲田小劇場（わせだしょうげきじょう）とは、早稲田大学の学生演劇から生まれた、小劇場運動第1世代の象徴とも言える劇団・劇場の名称である。「早稲小」（わせしょう）などと略して呼ばれることも多い。

## 概要
演出家の鈴木忠志は、早稲田大学在学中に脱新劇を目指し、1961年に「新劇団自由舞台」を創立。これは早大の学生劇団「自由舞台」から独立するかたちで創立されたものである。大学卒業後、1966年「新劇団自由舞台」を発展解消し、新たに「劇団早稲田小劇場」を結成した。同劇団には、劇作家の別役実、俳優の小野碩らが在籍し、小劇場運動の旗手としての役割を果たした。1976年、活動の拠点を富山県利賀村（現南砺市）に移し、「SCOT（Suzuki Company of Toga）」と改称した。

## 劇場
「早稲田小劇場」は劇団の名称であるとともに、鈴木が運営していた劇場の名称でもある。当時、劇団員たちのたまり場であった早稲田大学近くの喫茶店「モンシェリ」の主人の好意で、工事費の実費を出せば、店の2階に稽古場を兼ねた小劇場を造ってもらえることとなった。1966年5月、別役作、鈴木演出による旗揚げ公演『門』を経たのち、劇団員たちは各自アルバイトにて工事費を捻出。そして同年11月に早稲田小劇場アトリエは完成した。
1976年以降、劇団としての早稲田小劇場が富山県に移転したため、劇場は「早稲田銅鑼魔館」の名で民間の貸劇場として運営される。1978年には鉄筋コンクリート5階建てのビルが新築されたが、1995年には経営難から活動停止状態に陥る。1997年、館の運営は早稲田大学に引き継がれ、「早稲田芸術文化プラザどらま館」と改名。学生に演劇発表の場として提供されていたが、2012年に耐震強度不足のため閉館、同年取り壊された。
2013年、早大学生が大学への提言を行うプレゼンテーション大会「Waseda Vision150 Student Competition」第1回大会にて、早大演劇サークル有志による「チーム・シアター早稲田」が決勝に残った。決勝での学生らの「どらま館に変わる新たな劇場の建設を！」という提言を受け、早稲田小劇場は再度開設されることになった。
2015年3月、「早稲田小劇場」の名称を冠した「早稲田小劇場どらま館」として再建された。こけら落とし公演として平田オリザによるアンドロイド版『変身』が、またプレ公演としてジエン社『30光年先のガールズエンド』、第七劇場『オイディプス』、ろりえ『さようなら、どらま館』が上演された。

## 主な出身者
- 古屋和子
- 五大路子
- 青山吉良
- 小田豊
- 白石加代子
- キャメロン
- 千賀ゆう子
- 高橋美智子
- わりさや憂羅
- 木内里美
- 山崎一
- 豊川潤
- 杉浦千鶴子